# Eois cancellata
Eois cancellata là một loài bướm đêm trong họ Geometridae.